# Andrzej Kaczmarek
Andrzej Kaczmarek (ur. 4 kwietnia 1958) – polski inżynier, menedżer i urzędnik państwowy. W latach 2005–2007 podsekretarz stanu w Ministerstwie Gospodarki.

## Życiorys
W 1982 ukończył Politechnikę Warszawską na wydziale mechaniki precyzyjnej, a w 1985 na wydziale elektroniki.
Od marca 1988 przez 5 lat pracował w ITI Poland S.A., gdzie pełnił kolejno funkcje dyrektora generalnego, dyrektora ds. obrotu sprzętem technicznym, dyrektora technicznego-zastępcy dyrektora ds. sieci i szefa serwisu technicznego. Od marca 1993 do grudnia roku kolejnego pełnił funkcję prezesa KIGE (obecnie KIGEiT). Członek Prezydium KIG w latach 1993–1997. 
Jako Wiceprezes (Dyrektor Generalny Państwowej Agencji Inwestycji Zagranicznych) w latach 1994–1997 odpowiadał m.in. za program promocji gospodarczej Polski za granicą, prowadził serwis doradczy dla zagranicznych inwestorów oraz realizował programy rozwoju regionalnego. Od lutego 1997 przez 7 lat przebywał w Kanadzie, gdzie był I Radcą w Wydziale Ekonomiczno-Handlowym przy Ambasadzie RP w Ottawie. Po powrocie do kraju, w marcu 2004 przez rok pełnił funkcję prezesa zarządu Fundacji Centrum Innowacji FIRE (grupa ARP S.A.). Odpowiadał za komercjalizację innowacyjnych projektów z obszaru zaawansowanych technologii poprzez tworzenie nowych firm innowacyjnych i wsparcie już istniejących. 
Od 4 listopada 2005 do 31 stycznia 2007 był podsekretarzem stanu w Ministerstwie Gospodarki. W późniejszych latach dyrektor w Budimex S.A. a następnie prezes zarządu PSE Inwestycje S.A., od 2017 dyrektor Centralnej Jednostki Inwestycji w PSE S.A. i pełnomocnik zarządu, od maja 2022 r. do lutego 2023 r. w Tauron Inwestycje jako prezes zarządu. Od marca 2023 prezes zarządu Stalexport Autostrada Małopolska S.A.
Zna biegle język angielski i francuski. Interesuje się polityką i historią. Jest żonaty, ma trzy córki: Sarę, Katarzynę i Nicolę.

## Funkcje, które pełnił
- Przewodniczący Rady Nadzorczej Polskiej Agencji Rozwoju Przedsiębiorczości;
- członek Rady Nadzorczej BGK;
- członek Rady Nadzorczej PGNiG Gazoprojekt;
- członek Rady Nadzorczej Mazowieckiego Operatora Systemu Dystrybucyjnego w grupie PGNiG;[4]
- członek Rządowego Zespołu Koordynacji Kryzysowej;
- wiceprzewodniczący Rady Promocji Polski;
- Pełnomocnik ds. Realizacji Programu (PAO) PHARE – Krajowy Rozwój Eksportu oraz Promocja Rozwoju MSP oraz Program Sektorowy MSP i Innowacyjność;
- Członek Rady Konsultacyjnej Spraw Rolnych;
- Wiceprzewodniczący Zespołu ds. Nowoczesnych Regulacji Gospodarczych;
- Wiceprzewodniczący Zespołu ds. Telewizji i Radiofonii Cyfrowej.